# Škoda 6Tr
Škoda 6Tr ist ein tschechoslowakischer Oberleitungsbustyp, der Ende der 1940er Jahre von Škoda in Pilsen hergestellt wurde.

## Aufbau
Der Typ 6Tr unterschied sich erheblich von seinen Vorgängern. Es handelte sich um einen zweiachsigen Oberleitungsbus mit selbsttragender Karosserie. Der Antrieb erfolgte durch einen seriellen Fahrmotor. Der Wagenkasten ist eine geschweißte Stahlkonstruktion. Eine technische Neuheit war im Vergleich zu den früheren Škoda-Oberleitungsbussen auch die Queranordnung der Sitzplätze. Auf der rechten Seite des Fahrzeuges befanden sich drei Falttüren, darunter eine vierteilige hintere Tür und zwei zweiteilige Türen.
Für den 6Tr hat Škoda einen neuen Stromabnehmer entwickelt.

## Lieferungen
| Staat            | Stadt  | Typ    | Lieferungsjahre | Stückanzahl | Nummerierung |       |
| ---------------- | ------ | ------ | --------------- | ----------- | ------------ | ----- |
| Tschechoslowakei | Brünn  | 6Tr    | 1949            | 15          | 1–15         | [ 1 ] |
| Tschechoslowakei | Pilsen | 6Tr    | 1950            | 1           | 135          | [ 1 ] |
| Summe:           | Summe: | Summe: | Summe:          | 16          |              |       |

## Historische Fahrzeuge
| Abstammung | Nummer | Heutiger Eigentümer         | Typ | Baujahr | Historischer seit |       |
| ---------- | ------ | --------------------------- | --- | ------- | ----------------- | ----- |
| Pilsen     | 135    | Technisches Museum in Brünn | 6Tr | 1949    | 1971              | [ 2 ] |